# ويزلي مريديث
ويزلي مريديث (بالإنجليزية: Wesley Meredith)‏ هو سياسي أمريكي، ولد في 22 ديسمبر 1963 في توبيلو في الولايات المتحدة. حزبياً، نشط في الحزب الجمهوري. وقد انتخب عضو مجلس ولاية كارولاينا الشمالية.

## وصلات خارجية
- الموقع الرسمي